# Kaelble Z6R3A

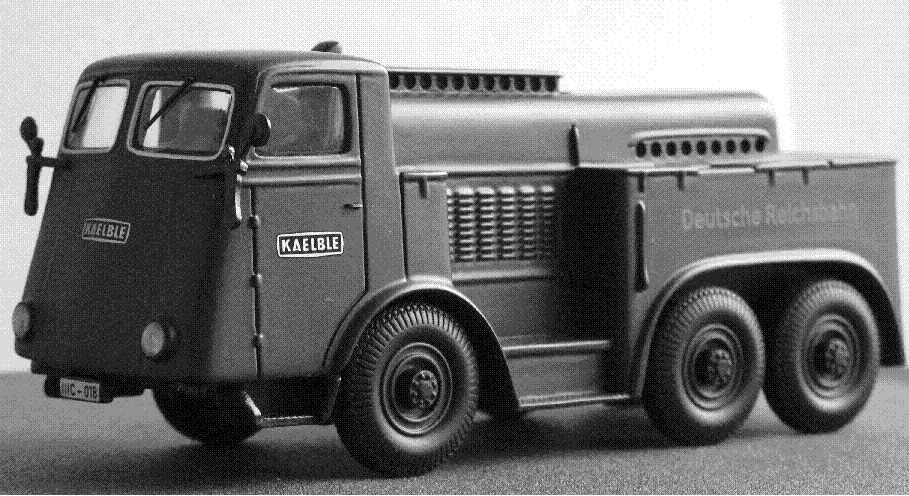
Modell der Zugmaschine Kaelble Z6R3A

Die Kaelble Z6R3A war eine dreiachsige allradgetriebene Zugmaschine mit 200 PS Leistung, die von der Firma Kaelble 1936 speziell für Schwerlasttransporte der Deutschen Reichsbahn-Gesellschaft (DRG) entwickelt wurde. Es wurde nur ein Exemplar gebaut, das vorwiegend zusammen mit dem Culemeyer-Straßenroller eingesetzt wurde. Sie trug auch den Beinamen „Jumbo“.

## Entwicklung
Bedingt durch den Ausbau der Reichsautobahn, die Erweiterung des Eisenbahnnetzes, die steigende Nachfrage von Privatunternehmen sowie durch die Möglichkeit, mit Hilfe von Straßenrollern schwere und sperrige Güter über die Straße transportieren zu können, stieg der Bedarf an Schwertransporten im Jahr 1936 so stark an, dass Transporte mit zwei Zugmaschinen wegen der Betriebssicherheit und aus ökonomischen Gründen zunehmend schwieriger wurden. Das führte die DRG dazu, sich eine Zugmaschine anzuschaffen, die mit einer größeren Motorleistung ausgestattet war.
Um die Anforderungen eines zugkräftigen und wendigen Schwerlastschleppers zu erfüllen, musste dieser mit einer Achslast von sieben Tonnen Gewicht je Achse belastbar sein und einen möglichst kurzen Achsabstand aufweisen. Da aber nach der damaligen  StVZO die zulässigen Achslasten und Achsabstände nicht mit den Anforderungen an die Zugmaschine vereinbar waren, wurde eine Konstruktion gewählt, die eine Ausnahmegenehmigung für Fahrzeuge zum Schwerlasttransport gemäß §70(1) der Verwaltungsbehörde erhielt.
Diese Zugmaschine hatte einen Achsabstand von 2900 mm zwischen der Vorderachse und der ersten Hinterachse und einen Abstand von 1400 mm zwischen den beiden Hinterachsen. Um eine gleichmäßige Gewichtsverteilung zu erreichen, wurde der Motor zwischen die beiden vorderen Achsen gelegt, was zu einem Frontlenker mit Allradantrieb führte. Da eine angetriebene Lenkachse nicht den gleichen Lenkradius wie eine normale Lenkachse hatte, wurde die letzte Hinterachse ebenfalls lenkbar konstruiert. Die Treibachslast von 21 Tonnen war nur etwas geringer als bspw. die von zwei gekuppelten Kaelble Z6RL mit 22 Tonnen.
Die Konstruktion wurde gemeinsam vom Dezernat Bau, Einkauf und Betrieb von Straßenfahrzeugen für Eisenbahnwagen der Deutschen Reichsbahn und der Firma Kaelble in Backnang ausgeführt. Bei der Fa. Kaelble entstand so als Hauslieferant von Zugmaschinen an die Deutsche Reichsbahn die Kaelble Z6R3A. Diese wurde am 11. November 1937 an den Fuhrpark der DR übergeben und erhielt die DR-Nummer „70071“.

## Einsatz
Der „Jumbo“ wurde von der Deutschen Reichsbahn verstärkt für Schwertransporte mit dem Straßenroller eingesetzt. Dazu zählten unter anderem Transporte von Transformatoren bzw. Umspannern, Stahlträgern für den Brückenbau, Papier-Glättzylindern, Kesselanlagen für Schiffe und Lokomotiven, Gussteilen für Pressen und natürlich auch Eisenbahnwaggons.
Die Kaelble Z6R3A wurde zum ersten Mal für die Überführung des damaligen größten Papier-Glättzylinders der Welt von Heidenheim an der Brenz zum Heilbronner Neckarhafen eingesetzt. Dieser Zylinder der Firma Voith hatte einen Durchmesser von fünf Metern und ein Gewicht von 65 Tonnen.
Es gab auch eine Überführung eines ELIN-Transformators von 60 Tonnen Gewicht über Österreichs Bergstraßen; dabei wirkten ein 24-rädriger Straßenroller R80 und die Kaelble Z6R2A100 mit.

## Daten
| Zugmaschine Kaelble Z6R3A | Zugmaschine Kaelble Z6R3A |
| ------------------------- | --- |
| Typbezeichnung            | Z6R3A |
| Motor                     | Wassergekühlter 6-Zylinder-Reihen-Viertakt-Dieselmotor                                                                                       |
| Motorbezeichnung          | G150s; ab 1940 GN150s |
| Höchstleistung            | 180 PS (132 kW); ab 1940: 200 PS (147 kW) |
| Hubraum                   | 23,30 Liter |
| Getriebe                  | Gmeinder 6-Gang-Getriebe |
| Lenkung                   | Druckluftunterstützte Knorr-Servolenkung |
| Höchstgeschwindigkeit     | 20 km/h |
| Bremsanlage               | Bosch-Druckluftbremse |
| Leergewicht               | 14.500 kg |
| Zul. Gesamtgewicht        | 21.000 kg |
| Abmessungen               | 7850 × 2480 × 3000 mm |
| Antrieb                   | 6×6 |
| Baujahr                   | 1936 |
| Sonstiges                 | Zugmaul am Heck, Seilwinde mit 5 t Zugkraft; Stahlseil 100 m lang, Sandstreuer, Zentralschmierung, Pendelwinker, ausziehbare Positionslampen |

## Typenschlüssel
Z = Zugmaschine
6 = Zylinderanzahl
R = Reichsbahnausführung
3 = Anzahl der Angetriebenen Achsen
A = Achsen

## Motor
Der Sechszylinder-Viertakt-Dieselmotor mit Wasserkühlung leistete bei 1200/min 180 PS. Er hatte hängende Ventile, die von einer unten liegenden Nockenwelle über Stoßstangen-Steuerhebel gesteuert wurden. Der Hubraum betrug 23,3 Liter bei 150 mm Bohrung und 220 mm Hub. Der Drehzahlbereich reichte von 400 bis 1200 Umdrehungen pro Minute. Der Motor verfügte über einen elektrischen Anlasser, hatte eine Druckumlaufschmierung und wurde oberhalb der Vorder- und ersten Hinterachse platziert, wobei der Kühler hinter dem Motor mittig im Fahrzeug stand. Die Abgasanlage wurde hinter der Fahrerkabine nach oben herausgehend verlegt. 1940 wurde der G150s-Motor überarbeitet; danach erhielt er die Bezeichnung „GN150s“ und leistete 200 PS bei 1200/min.
- Erster Motor bis 1939: „G150s“ mit 180 PS
- Zweiter Motor ab 1940: „GN150s“ mit 200 PS

### Motorkennbuchstaben
G = Grundbaureihe des Motors
N = zweite Entwicklungsstufe
150 = Bohrung des Motors in mm
s = sechs – Anzahl der Zylinder als Kleinbuchstabe

## Getriebe
Das von dem Unternehmen Gmeinder neu entwickelte Getriebe lag direkt unterhalb der Fahrerkabine und hatte sechs Vorwärtsgänge für eine Geschwindigkeit von 1,8 bis 20 km/h und einen Rückwärtsgang für eine Geschwindigkeit bis 2 km/h, sowie eine Zweischeibenkupplung LA 120. Weiter war ein Hauptdifferential zwischen Vorder- und Hinterachse eingebaut sowie drei Seitendifferentiale, alle über Druckluft sperrbar.

## Aufbau
Der Aufbau der Kaelble Z6R3A bestand aus einer Frontlenkerkabine mit vier Sitzplätzen, Pendelwinkern und ausziehbaren Positionslampen. Der hintere Fahrzeugaufbau beinhaltete je eine Stehplattform an den Fahrzeugseiten und an jeder Seite einen Werkzeugkasten und einen Treibstofftank. Über jedem einzelnen Rad war ein Sandkasten angebracht, der Sand diente der besseren Haftung der Reifen. Ein Ballastkasten mit 6500 kg Ballast war mittig über den Hinterachsen platziert; darüber war der Ersatzreifenkasten mit zwei Rädern angebracht.

## Sonstige Ausstattung
Eine automatisch arbeitende druckluftgesteuerte Knorr-Servolenkung. Bosch-Luftdruckbremse für die vorderen und hinteren Räder und eine luftbetätigte Federspeicherbremse für die Räder der Mittelachse. Alle sechs Antriebsräder sowie die beiden Reserveräder waren Luftreifen in der Größe 13,5×20 Zoll. Eine handgebremste Seilwinde mit einer Zugkraft von 5000 kg und 100 m Seillänge war unterhalb der Fahrerkabine am Rahmen montiert. Am Heck der Zugmaschine befand sich ein gefedertes Zugmaul.

## Farbe und Beschriftung
Die Kaelble Z6R3A war nach der Fertigstellung 1936 noch in der alten DRG-Farbe RAL 20h (grünbeige, heute RAL 1000) lackiert. Auf der Fahrzeugfront und am Heck befand sich der Schriftzug „KAELBLE“. Die hinteren Fahrzeugseiten waren mit dem Schriftzug „Deutsche Reichsbahn“ versehen und auf den Türen war das 1924 eingeführte Emblem der DRG, der Reichsadler auf kreisförmigem gelbem Hintergrund, angebracht. Die 1937 ausgelieferte Zugmaschine war dann in RAL 46 (schwarzgrau, heute RAL 7021) lackiert und trug das neue Emblem der Deutschen Reichsbahn, ein auf einem Lorbeerkranz mit eingeschlossenem Hakenkreuz stehender Reichsadler mit ausgebreiteten Schwingen sowie die Buchstaben D und R, für Deutsche Reichsbahn, auf der Fahrzeugfront. Auf den Türen und dem Fahrzeugheck stand nun der Schriftzug „KAELBLE“, die Beschriftung „Deutsche Reichsbahn“ an den Fahrzeugseiten war geblieben.
Die Änderung der Fahrzeugbeschriftung beruht neben der politischen Einflussnahme und die Darstellung der neuen Zeit des Nationalsozialismus und die Einreihung der Reichsbahn und der Reichsbahner in das neue System mittels des neuen Emblems mit Reichsadler und Hakenkreuz auch darauf, dass sich die Rechtsform der Deutschen Reichsbahn im Jahre 1937 geändert hatte. Aus der Deutschen Reichsbahn-Gesellschaft (DRG), einer lediglich im Eigentum des Staates stehenden Firma in Privatgesellschaftsform, wurde nun wie vor 1924 wieder die Deutsche Reichsbahn, damit wurde die Deutsche Eisenbahn wieder eine Staatsbehörde und blieb es bis zur abermaligen Privatisierung zur DB AG 1994.

## Verbleib
Der Verbleib der Zugmaschine Kaelble Z6R3A nach 1945 ist unklar, obwohl sie im Fahrzeugbestand der Deutschen Reichsbahn in der britischen Besatzungszone aufgeführt war. Sie soll auch eine neue Zulassungsnummer erhalten haben.

## Anmerkung
Die im Text verwendete Abkürzung „DRG“ gilt nur zur Verdeutlichung der Epoche und um Verwechslungen zwischen der Deutschen Reichsbahn (1937–1949) und der Deutschen Reichsbahn (1945–1993) der DDR zu vermeiden. Die Abkürzung „DRG“ gilt nur für den Zeitraum 1924–1937.